# Русско-Семёновский
Русско-Семёновский — посёлок в Тогучинском районе Новосибирской области. Входит в состав Сурковского сельсовета.

## История
Основан поселок на землях старожила Семенова в 1907 году переселенцами с Белоруссии, с Могилевской губернии. Основателями поселка считаются:
Веселкин Наум Николаевич
Ладошкин Калина Никитич
Веселкин Аким Каллистратович
Кожемякин Савелий Пахомович
Сафронов Илья Кузьмич
Ладошкин Никита Федотович
В 1931 году поселок насчитывал 18 домов.В том же году основан колхоз «Путь к социализму». Его организаторами были Кожемякин Иван Савельевич, Дадыко Павел Антонович, Веселкин Демид С., Ладошкин Иван Никитич и др. Первым председателем был Сафронов Николай Ильич. Посевная площадь составляла 80 гектаров. Сдавали государству 920 центнеров зерна. Крупно-рогатого скота было 24 головы, коров – 10, овец – 27. 
В 1934 году в колхозе уже 70 хозяйств, а председателем стал Ладошкин Иван Никитич. Урожай зерновых доходил до 30 центнеров с гектара. 
Имена передовиков тех лет: 
Сидорова Прасковья Митрофановна 
Кожемякин Никита Савельевич 
Дюкова Суклида Кирилловна 
Братанова Прасковья Филипповна 
Филатова Татьяна Филипповна 
Уткин Филипп Лазаревич.
В 1936 году открылась школа на 4 класса. Первым учителем был Щенев Дмитрий Михайлович, до 1936 года работал пункт ликвидации безграмотности: учили грамоте взрослых. С 1939 года по 1941 учителем работал Братанов Василий Лаврентьевич. В 1941 году ушел на войну, пропал без вести. 
В годы войны 1941-1945 Председателем колхоза был Кожемякин Иван Савельевич, затем Дюков Фома Степанович. Женщины работали трактористками: Дюкова Мария Фоминична, Кухта Пелагея Павловна, Осипова Кристина Митрофановна и другие. 
После войны снова председателем колхоза был Ладошкин И.Н. В 1950 г. ему во время ремонта комбайна отрезало руку. Председателем стал Гостеев Тихон Андреевич. В это время произошло соединение с колхозами «Клим Ворошилов» и «Урал-Кузбасс».
1969 год. Апрель. Основание совхоза «Семеновский». Первым директором был назначен Кунько Маркиян Яковлевич, главным инженером – Абраров Владимир Иванович.
Посев зерновых по совхозу – 1205 га; урожай зерновых составил 6,9 центнера с гектара, пшеницы – 5 центнеров с гектара. 
Совхоз имел крупнорогатого скота – 814 голов, дойных коров было – 305 голов. Надой молока на фуражную корову получен -1866 килограмм, среднесуточный привес составил 440 грамм на одну голову. 
В 1969 году было посажено 27 гектаров смородины, 7 гектаров яблонь. Ежегодно посадка сада увеличивается, а посев зерновых уменьшается. Совхоз стал плодово-ягодным.
С октября 1973 года директором совхоза работает Абраров Владимир Иванович. Увеличились площади под сады и ягодники, шло бурное строительство новых улиц, магазина, столовой, общежития, зернохранилища, школы.
В 1974 году была организована народная дружина. Ее руководителем стал Кожемякин Василий Константинович. 
В 1977 году в селе открывается новый магазин с красивой внутренней отделкой, цветным стеклом. Первыми работниками торговли были Кривощекова Нина Семеновна, Самусева Тамара Григорьевна. 
30 марта 1976 года  в селе открылась библиотека. Книжный фонд составлял около 5000 экземпляров.  Помещение для библиотеки отвели небольшое в клубном здании. Первый работник библиотеки – Пономарева Нина Николаевна.
Богатейший урожай смородины собрали труженики совхоза в 1976 году. Рекорд составил 2023 тонны ягод с площади в 160 гектаров. Мяса сдано государству на 103 %, молока  - на 108% 
1977 год был богат достижениями  семеновских тружеников: 
Филатов В.К., механизатор, награжден медалью «За трудовую доблесть»; 
Лимарев В. – орденом «Трудовой Славы»; 
Осипова А.Ф. , доярка, - орденом «Трудового Красного Знамени»; 
Кожемякина М.Ф. – орденом «Трудовой Славы» III степени. 
Муру Женя, учащийся 6 класса, за хорошую учебу был награжден путевкой в Артек. 
В 1977 году приехала в деревню агроном-садовод Вязникова Валентина Петровна, которая последнее время  возглавляла Семеновскую основную школу. 
В феврале 1980 г. директор совхоза Абраров В.И. ушел в райцентр на повышение. Новым директором был утвержден Чернов Ю.В. Потом менялись руководители: Вихорев В.А., Гундарев С.М., Ващенко И.В.

## География
Площадь посёлка — 54 гектаров.

## Население
| 2002 | 2007 | 2010 |
| ---- | ---- | ---- |
| 345  | ↗367 | ↘325 |

## Инфраструктура
В посёлке по данным на 2007 год функционируют 1 учреждение здравоохранения и 1 учреждение образования.